# Kistartolc
Kistartolc település Romániában, Szatmár megyében.

## Története
Kistartolc (Aliceni) Tartolc település része, mely az 1950-es években vált önálló településsé. Kezdetben románul Târșolțel volt a neve.
Sorsa az 1950-es évekig Tartolc sorsával azonos.
2009-ben 416 lakosa volt.

## Nevezetességek
- Ortodox temploma 1976-ban épült, Mihály arkangyal és Gábor arkangyal  tiszteletére szentelték fel.